# EB-3签证
EB-3签证是美国的一种雇主担保的职业移民签证，主要针对技能劳工（skilled workers）、专业人士（professionals）和其他劳工（other workers）三类职业移民。通常EB-3签证的要求比EB-1签证和EB-2签证稍低（后两者分别针对杰出人才和高学历或突出能力的申请者）。不过EB-3签证因此可能会比EB-1、EB-2签证有更多的申请者和更长的等待时间。此外，EB-3签证要求必须有担保雇主提供工作，并在提交移民提名前由雇主向美国劳工部申请永久劳工证，因此希望获得此类签证的人不能像EB-1或EB-2一样为自己提交移民申请。EB-3移民申请获得批准的外籍人士可以通过移民签证入境，或在美国境内进行身份调整，成为美国永久居民，并收到美国公民及移民服务局签发的绿卡。